# Manaquí cuafilós
El manaquí cuafilós (Pipra filicauda) és una espècie d'ocell de la família dels píprids (Pipridae) que habita boscos de ribera i altres zones boscoses de l'est de Colòmbia, nord i sud de Veneçuela, est de l'Equador, nord-est del Perú i oest del Brasil.